# Colossendeis insolita
Colossendeis insolita är en havsspindelart som beskrevs av Pushkin, A.F. 1993. Colossendeis insolita ingår i släktet Colossendeis och familjen Colossendeidae. Inga underarter finns listade i Catalogue of Life.